# Дубрава Забочка
Дубрава Забочка је насељено место у саставу града Забока у Крапинско-загорској жупанији, Хрватска. До територијалне реорганизације у Хрватској налазила се у саставу старе општине Забок.

## Становништво
На попису становништва 2011. године, Дубрава Забочка је имала 591 становника.

## Попис1991.
На попису становништва 1991. године, насељено место Дубрава Забочка је имало 586 становника, следећег националног састава:
| Попис 1991.‍ | Попис 1991.‍ | Попис 1991.‍ | Попис 1991.‍ | Попис 1991.‍ |
| ----------- | ----------- | ----------- | ----------- | ----------- |
|             |             |             |             |             |
| Хрвати      | Хрвати      |             | 567         | 96,75%      |
| Муслимани   | Муслимани   |             | 2           | 0,34%       |
| непознато   | непознато   |             | 17          | 2,90%       |
| укупно: 586 |             |             |             |             |